# Axel Bauer
Pour les articles homonymes, voir Bauer.
Axel Bauer est un auteur-compositeur-interprète, guitariste et acteur français, né le 7 avril 1961 à Paris.
Il se fait connaître fin 1983 avec la chanson Cargo, qui rencontre un grand succès en France. Il revient dans les charts en 1992 avec le titre Éteins la lumière, puis en 2001 avec À ma place (en duo avec Zazie) qui devient disque d'or et reçoit un NRJ Music Award en 2002.
Il a vendu près de trois millions de disques, publié huit albums et a plus de sept cents concerts à son actif.

## Biographie

### Enfance et adolescence
Axel Bauer naît le 7 avril 1961 à Paris. Il se familiarise dès l'enfance avec la musique : son arrière-grand-père est organiste, une de ses tantes, Évelyne Crochet (née en 1934), est pianiste et concertiste classique, et son père haut fonctionnaire, Franck Bauer, qui était le speaker de Radio Londres (Les Français parlent aux Français), fut le batteur de Django Reinhardt. La première expression artistique d’Axel est le dessin,, un univers de cow-boys et d’Indiens qui fera l’objet d’une thèse universitaire.
En 1974, il a une révélation quand son père l’emmène à un concert des Who. Dès lors, il apprend la guitare, repiquant inlassablement les solos de Jimi Hendrix ou Johnny Winter. Adolescent, il monte son premier groupe, Les Nightbirds. Suivant ses premières amours pour le dessin, il est admis aux Beaux-Arts[Lesquels ?], mais ne s’installe pas très longtemps sur les bancs. Le Rose Bonbon, club parisien des années 1980, devient sa nouvelle école. Il y côtoie des artistes comme Les Rita Mitsouko, Taxi Girl, Indochine ou Jacno. Il suit en parallèle des cours de musique avec le compositeur Iannis Xenakis. Quand il ne travaille pas comme « roadie » (machiniste itinérant) pour payer sa chambre de bonne, il passe des nuits et des jours sur sa guitare à écrire et à composer.

### Carrière

#### Débuts

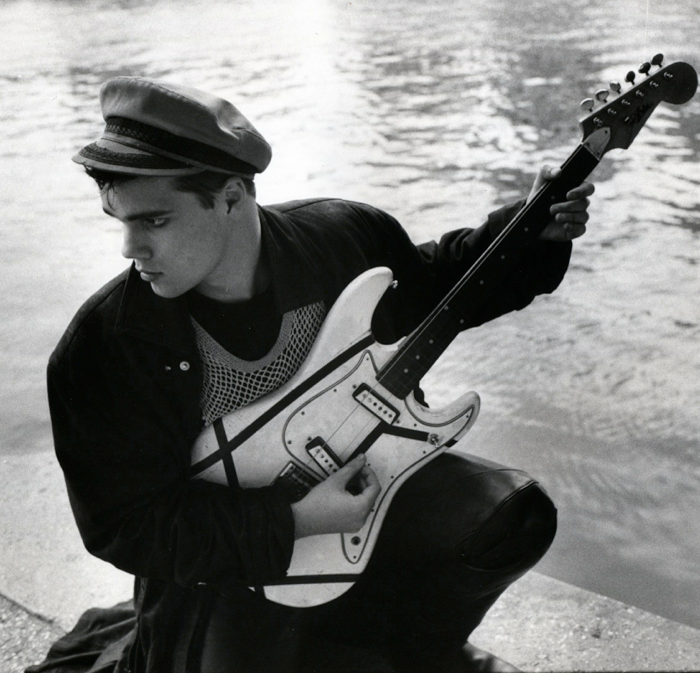
Axel Bauer en 1983.

En 1983, Axel Bauer rencontre Jacqueline Eren-Schmidt qui l’oriente vers Philippe Missir, directeur artistique chez Mondio Music, label de l'éditeur Vogue, à qui il fait écouter un morceau composé en une nuit. Philippe Missir s'empresse de faire écouter le morceau à son partenaire Michel Eli qui, convaincu, propose un contrat à Axel. Ils enregistrent le titre aux Studios Sidney Bechet à Villetaneuse en Seine-Saint-Denis, sans avoir de texte.
Après que Philippe Missir le lui a suggéré, Michel Eli écrit des paroles inspirées par le look du musicien, qui porte alors souvent une casquette de marin et une veste en cuir, pour la musique, qui prend alors le titre Cargo. Manu Katché enregistre la piste de batterie. Le patron de Vogue pense que le titre ne fonctionnera pas et quelques tensions internes repoussent la sortie du titre en janvier 1984.
Cependant, en mai 1984, Cargo se classe à la deuxième place des ventes en France et s'écoule à plus de 500 000 exemplaires. Alors que le clip vidéo fait ses premiers pas à la télévision, Axel Bauer choisit le producteur Alain Massiot et le réalisateur Jean-Baptiste Mondino. Ils travaillent ensemble à l’élaboration du clip, mettant en scène des marins musclés en action dans la salle des machines, ce qui rappelle l'acteur Brad Davis dans le film Querelle de Rainer Werner Fassbinder. L'esthétique du clip noir et blanc s'inspire de Rumble Fish de Francis Ford Coppola (où les poissons sont en couleur) et de Metropolis de Fritz Lang. Ce sera le premier clip français à être diffusé sur MTV, aux États-Unis. En 1987, Roger Daltrey, chanteur des Who, reprendra Cargo — rebaptisé Take Me Home (en) — sur son album Can't Wait to See the Movie. Fin 1984 paraît le deuxième single d'Axel intitulé Phantasmes qui rencontre un succès plus mesuré, rentrant quelques semaines dans le Top 50 mais sans y dépasser la 42e place.
Il s’installe à Londres et commence les enregistrements de son premier album avec le réalisateur Dave Bascombe, producteur de Tears for Fears. L’album Les Nouveaux Seigneurs sort en 1987, mais ne rencontre pas le succès, malgré de bonnes critiques. Le chanteur quitte alors EMI, revient s'installer à Paris et signe avec le label Mercury, chez Universal. En 1988, au festival rock de Val-d’Isère, il est victime d'une électrisation et frôle la mort sur scène : il est sauvé in extremis par le journaliste Philippe Manœuvre, qui arrache la prise de l’ampli d'un coup de pied.
En 1990 sort Sentinelles, un album aux accents rock et électro réalisé par Ben Rogan — qui a notamment travaillé pour Michel Polnareff, Étienne Daho et Sade, où figure le titre Éteins la lumière qui se classe 18e au Top 50, en 1992. Axel Bauer commence alors sa première tournée, où l’accompagnent le bassiste Phil Spalding, le guitariste Pierre Jaconelli et le batteur Matthieu Rabaté. Il se produit en première partie de Bryan Adams à Bercy et de Joe Cocker aux arènes de Vienne.

#### Traversée du désert

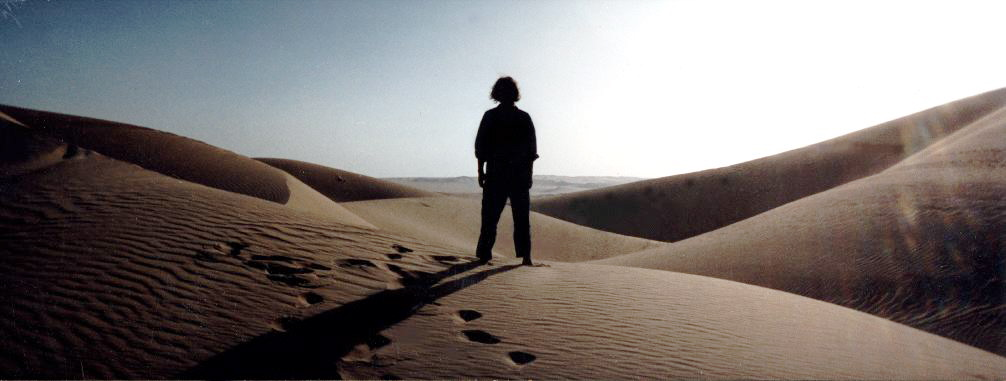
Axel Bauer en plein désert de Sahara.

Axel Bauer part ensuite à Djanet, au Sahara, avec son ami et bassiste Laurent Griffon pour faire l'expérience de la vie nomade en immersion chez les Touaregs du Ténéré.
Dès son retour, il compose Nomade et 00 Zen, construit un studio à Montreuil et collabore avec le réalisateur Steven Forward. Les séances s’enchaînent et donnent lieu à la sortie, en 1998, de l'album Simple Mortel, mais l'album est un échec commercial.

#### Retour
En 2001, Axel Bauer compose et réalise la chanson J'ai rêvé de nous pour l'album À la vie, à la mort de Johnny Hallyday, album qui deviendra disque de diamant avec plus d'un million de disques vendus.
La même année, sort l'album Achille, co-réalisé par Pierre Jaconelli et Axel Bauer, et rapidement rebaptisé Personne n'est parfait (nom du premier single). Le single suivant, À ma place en duo avec la chanteuse Zazie, connaît un grand succès : no 4 du Top 50, il est certifié disque d'or, remporte un NRJ Music Awards pour la « Chanson francophone de l'année » et est nommé aux 17e Victoires de la musique dans la catégorie équivalente. Le chanteur intègre alors la troupe des Restos du cœur et fait son premier Olympia en 2003. Habitué des formations rock en trio, il entre en scène accompagné d'un orchestre de cordes, un DJ et un guitariste, et chante en duo avec Francis Cabrel.
En 2003, sort son premier Best of, La Désintégrale, et écrit quelques chansons pour Dick Rivers.

#### Depuis 2006

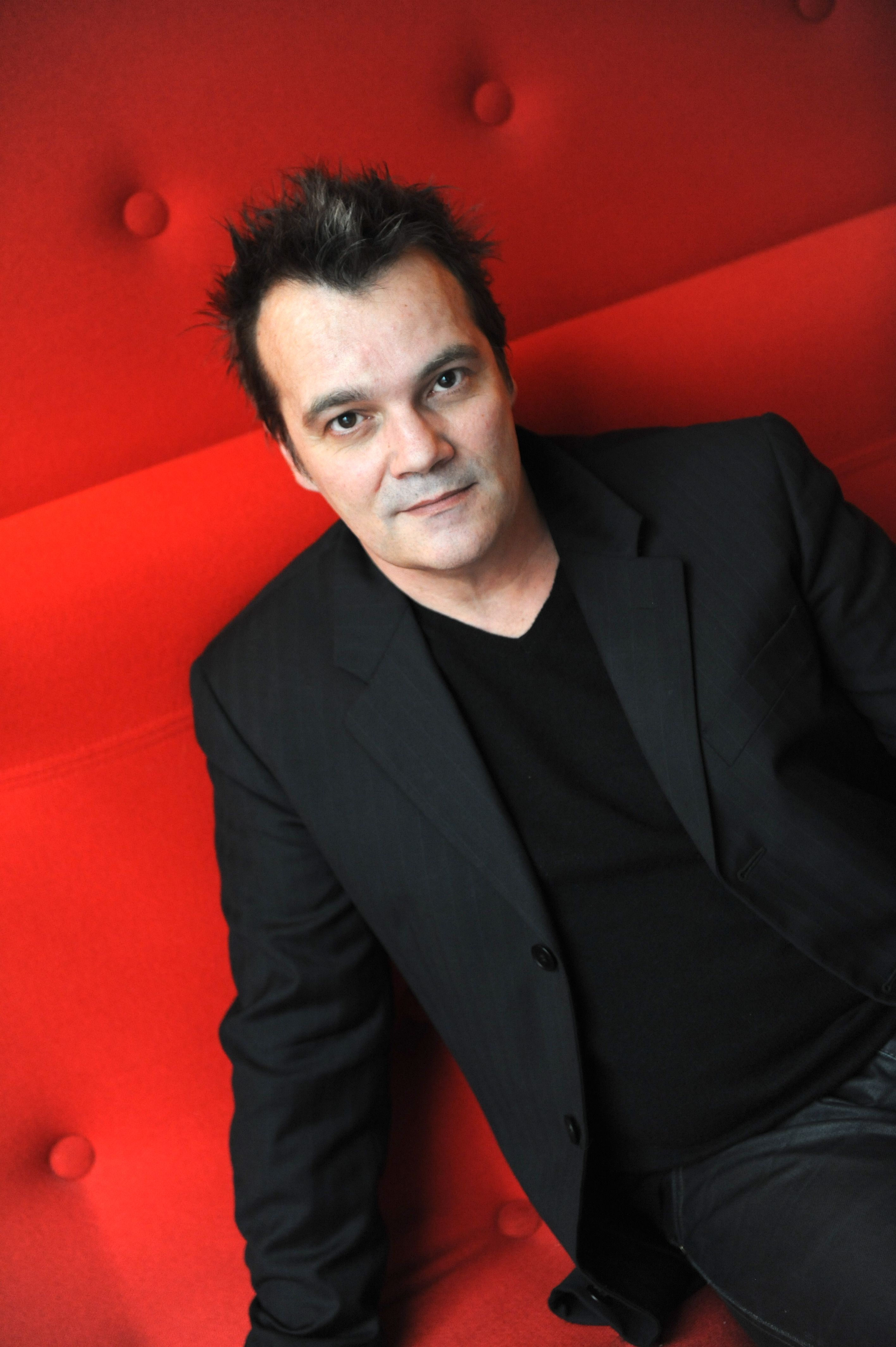
Axel Bauer en 2012.

En 2006, Axel Bauer revient avec Bad Cowboy, produit par Dan Presley (The Breeders). Il est accompagné de Franck Pilant à la guitare avec lequel il compose, du batteur Geoff Dugmore et du bassiste Gabriel Barry. Le disque, enregistré live en Irlande au studio Grouse Lodge, passe inaperçu et entraîne la fin de son contrat avec sa maison de disques, Universal.
En 2009, il devient producteur. En 2010, il participe à l'opéra rock Dracula, composant la musique de En Transe...ylvanie avec le chanteur des BB Brunes, Adrien Gallo, qui en écrit le texte. La même année, il interprète un nouveau duo avec Zazie, Double Axel.
En 2013, il sort l'album Peaux de serpent, comportant notamment des textes de Marcel Kanche, Pierre-Yves Lebert, Brigitte Fontaine et Gérard Manset. En parallèle, conjointement avec Kent, Issam Krimi et Suzanne Combeaud, il monte la GAM (Guilde des Artistes de la Musique) dont il est fait président. Il participe alors activement aux missions Lescure et aide à la rédaction du rapport Phéline,.

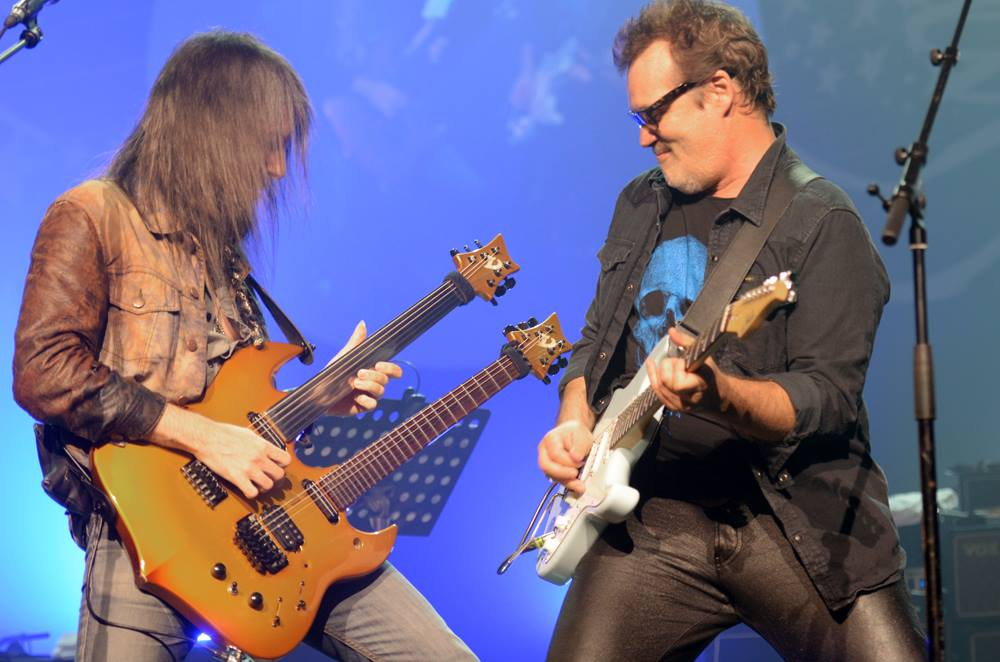
Axel Bauer (à droite) et Ron Thal au Zénith de Caen en 2015.

En 2015, il est invité par Jean-Félix Lalanne pour la tournée Autour de la guitare. Il joue Cargo accompagné de Larry Carlton et Robben Ford, et reprend Éteins la lumière avec Norbert Krief de Trust et Ron Thal des Guns N' Roses. L'année suivante, il compose le générique de l'émission télévisée Dans les secrets, animée par Cécile de Ménibus.
En 2017 paraît le premier album live du chanteur, Live à Ferber.

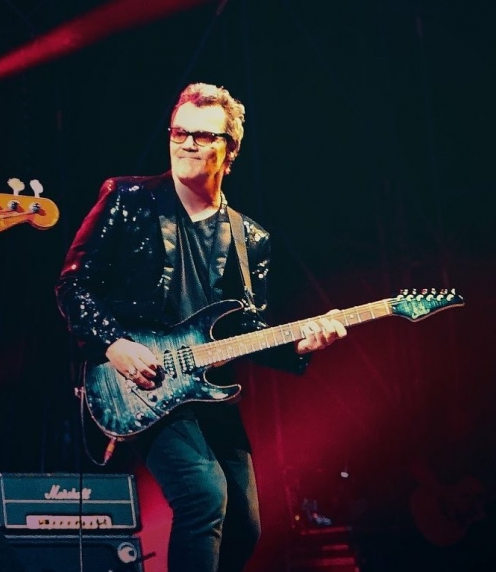
Axel Bauer en 2018.

En 2019, il participe à l'album instrumental United Guitars, projet multi guitaristes initié par Ludovic Egraz (guitare Extreme) et compose Vaisseau Amiral.
En novembre 2021, il publie et signe le texte de la chanson C'est malin, dans laquelle il évoque le cancer, premier extrait de son album à venir.
En janvier 2022, il sort le titre Ici Londres qui traite de la Résistance, avec la voix de son père Franck Bauer qui prononce « les Français parlent aux Français » et des paroles de Boris Bergman. En mai, sort son nouvel album Radio Londres, composé de douze titres, dont deux reprises, À qui n'a pas aimé de Gérard Manset et Est-ce ainsi que les hommes vivent ? de Léo Ferré sur un poème de Louis Aragon, et cinq écrits par Pierre-Yves Lebert. Le Figaro classe l'album « au palmarès des meilleurs disques sortis cette année ». Pour L'Humanité, « Axel Bauer continue d’écrire les pages d’un rock français qui fait dialoguer texte et son brut, ». Il fait également la couverture du Rolling Stone Magazine du mois de mai.
En novembre 2022, le film d'Olivier Marchal Overdose sort sur la plateforme Prime Vidéo dans près de 240 pays. Ce long-métrage se conclut par le titre C'est malin, emprunté à l'album Radio Londres d'Axel Bauer.
Le 23 mai 2025 sort le simple Merde à la Mer en duo avec Brigitte Fontaine.

### Vie privée
En 1991, il a un fils, Jim, avec la chanteuse Nathalie Cardone. En 2009, il épouse Suzanne Combeaud, dont il divorce en 2014[réf. nécessaire].
En 2012, il publie chez l'éditeur Michel Lafon son autobiographie, Maintenant tu es seul, dont le titre est une phrase que son père lui a dite le soir où il l'a emmené et laissé seul au concert des Who en 1974.
En 2014, il est fait chevalier des Arts et des Lettres.
En mars 2022, il annonce publiquement avoir survécu à un cancer.

## Distinctions
- Chevalier de l'ordre des Arts et des Lettres

## Style musical
Le style d'Axel Bauer est influencé par le blues et le rock (il apprend la guitare en repiquant les solos de Jimi Hendrix, Jimmy Page, Johnny Winter) mais aussi par Adrian Belew pour son côté « bruitiste » et son utilisation des effets. Passionné de jazz, il aime Charlie Christian, George Benson et Django Reinhardt.
Il joue principalement sur des Fender Stratocaster et des Telecasters. C’est sa série L, échangée contre une Gibson Les Paul à un guitariste au Sénégal, que l’on entend sur le solo de Cargo et sur le riff d’Éteins la lumière. Sur scène, on le voit souvent jouer en stéréo avec une tête Marshall JMP modifiée et un Fender Bassman 135.

## Collaborations
- Reprise de I’m So Alone pour l’album tribute à Johnny Thunders
- Duo avec Florent Pagny pour la chanson Terre, sur l'album 2
- Reprise de Jacques Dutronc Fais pas ci, fais pas ça pour Ma chanson d'enfance (2001)
- Participation aux Les Restos du cœur de 2002 à 2006
- Albums et concert de Sol En Si
- Album Autour du blues 2 : reprise de Red house de Jimi Hendrix
- Compose et réalise pour Johnny Hallyday sur l’album À la vie, à la mort, le titre J’ai rêvé de nous
- Compose le single Un peu de nous deux pour l'album À l'envers de Steeve Estatof
- Compose et réalise des titres pour Dick Rivers
- Compose et réalise le titre Pense à nous pour la chanteuse Julie Zenatti
- Son single Éteins la lumière est interprété par Gregory Deck dans la comédie musicale Dracula, l'amour plus fort que la mort.
- Participe et chante en duo avec Gérard Manset sur l’album Un oiseau s'est posé
- Compose avec Alex Frican la musique de l'émission Dans les secrets avec Cécile de Ménibus
- Chante sur le livre-disque pour enfants L'École des fables, où il interprète la chanson du petit singe
- Reprise de Christophe pour la chanson Lou, au concert Hommage à Christophe à la Philharmonie de Paris en septembre 2021.
- Sandrine Bonnaire joue travestie en homme dans le clip de L'Homme qui court[38].

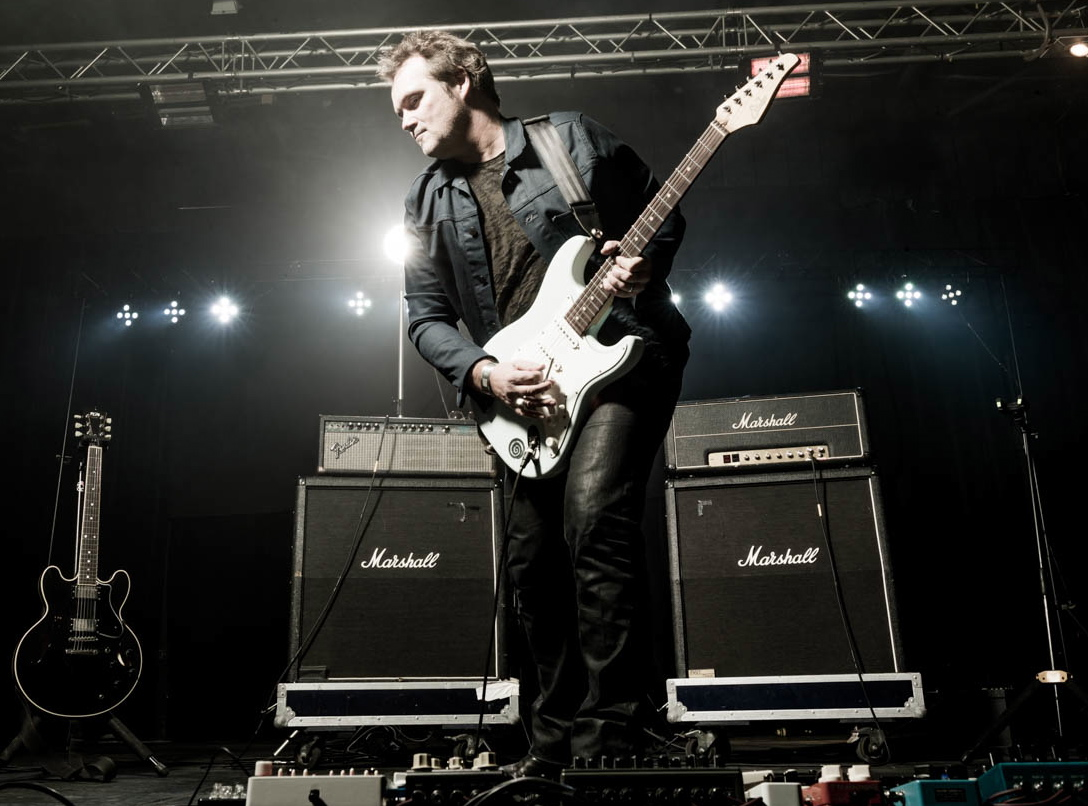
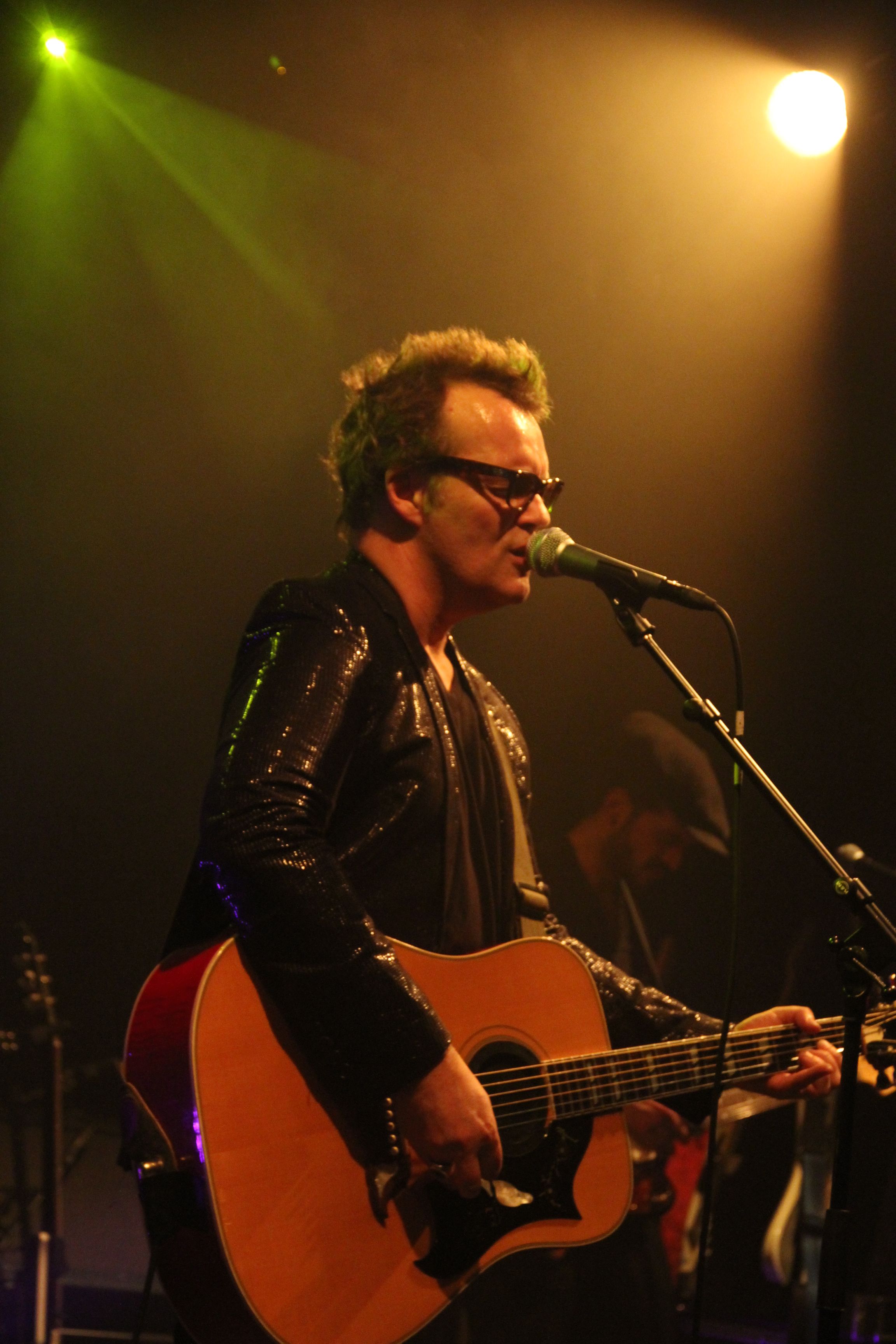
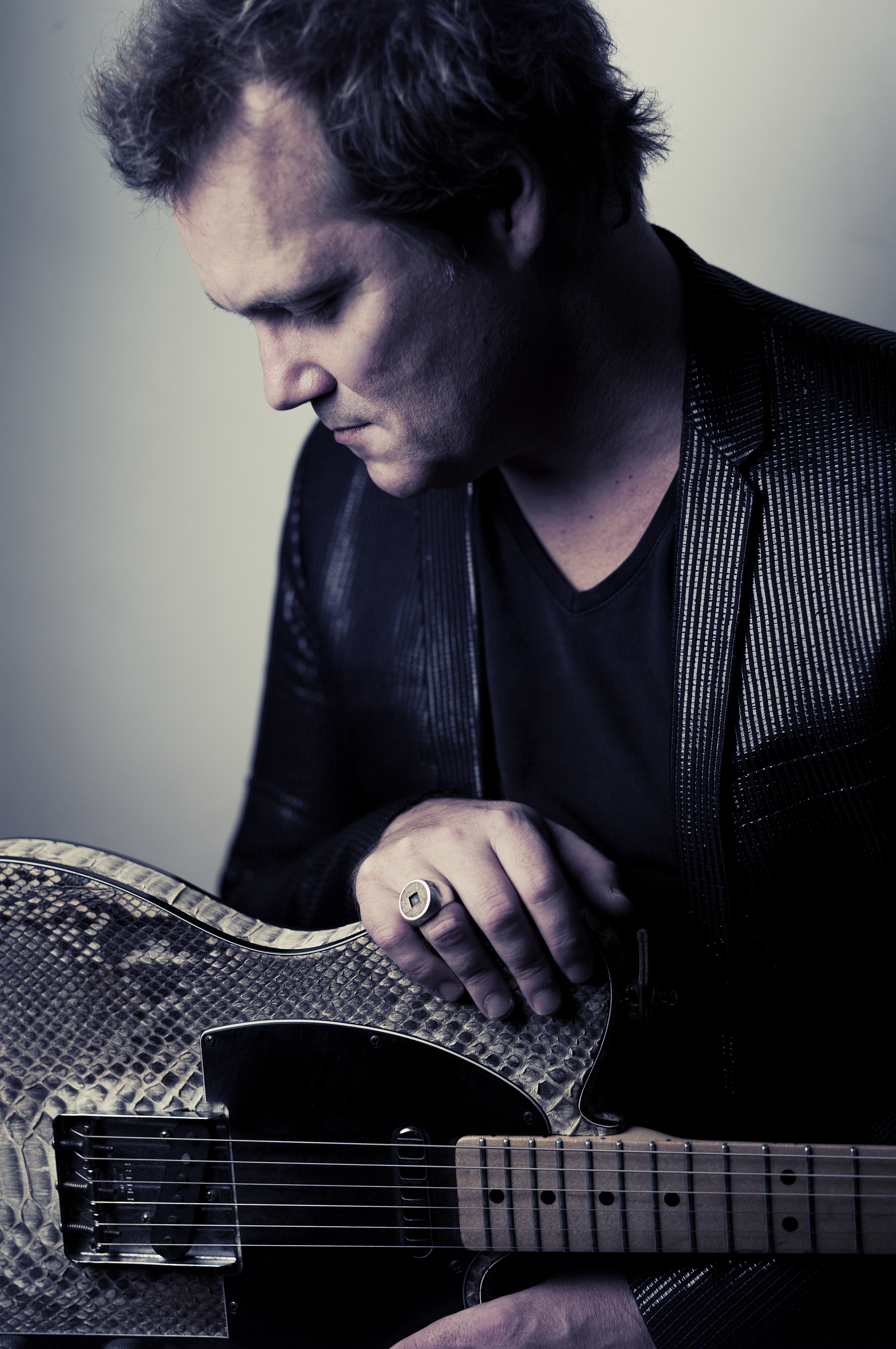

## Filmographie
- 2006 : La Petite Fille aux os brisés, de Catherine Aïra

## Publication
- Axel Bauer, Maintenant tu es seul, Neuilly-sur-Seine, Michel Lafon, 2012, 349 p. (ISBN 978-2-7499-1570-8).